# Ludwig Wilhelm Adolf von Weise
Ludwig Wilhelm Adolph Weise, auch Wilhelm Ludwig Adolf W., ab 18. Juni 1803: von Weise (* 8. März 1751 in Himmelsberg; † 30. Juni 1820 in Alexisbad) war Regierungschef und Kammerpräsident im Fürstentum Schwarzburg-Sondershausen.

## Familie
Adolf Weise war ein Sohn des Pfarrers Johann Nicolaus Weise (* 25. Dezember 1708 in Sondershausen; † 4. Februar 1775 in Himmelsberg) und seiner Ehefrau Friderica Eleonora geb. Rath (* 23. November 1723 in Sondershausen). Er heiratete am 24. August 1778 in Sondershausen Johanne Eleonore Caroline Graupner (* 24. August 1760; † 27. Juli 1838).
Das Ehepaar hatte neun Kinder (alle in Sondershausen geboren):
- Carl (* 15. Mai 1779; † 6. März 1851 in Thierbach) wurde Vize-Kammerpräsident und 1818 Kammerpräsident; zog sich 1835 auf seine Herrschaft Thierbach bei Naumburg zurück; ledig.
- Victoria (* 27. Dezember 1781; † 13. April 1832) heiratete 1812 den Offizier und Schriftsteller August (von) Blumröder (1776–1860).
- Adolf (* 18. Dezember 1784; † 14. August 1855 in Naumburg) wurde am 4. Juni 1798 in den erblichen Adelsstand erhoben; heiratete 1811 Caroline von Faßheber (1796–1870), eine nicht-eheliche Tochter des amtierenden Fürsten; wurde Major, danach Oberstallmeister und Hofmarschall; zog 1835 zu seinem Bruder Carl nach Thierbach.
- Caroline (* 28. Oktober 1786; † 22. September 1851) heiratete nach dem Tod ihrer Schwester Victoria den Witwer Blumröder.
- Ferdinand (* 1. Juni 1788; † 2. Juli 1853) wurde Königl. Sächsischer Major, danach Postmeister in Arnstadt; ledig.
- Auguste (* 1. Januar 1790; † 5. Februar 1860) heiratete 1809 den späteren Regierungspräsidenten von Sondershausen Friedrich Leopold (1783–1853).
- Luise (* 2. Dezember 1791; † 30. Mai 1867), ledig.
- Thilo (* 12. Februar 1794; † 13. Juni 1844) wurde Offizier; verheiratet mit Marianne geb. von Wurmb (1800–1881). Die Tochter Friederike (1817–1892) heiratete den Hofjägermeister Louis (von) Ebart (1801–1858).
- Günther (* 8. Mai 1797; † 25. Oktober 1867 in Ballenstedt) wurde herzoglich anhalt. Oberforst- und Hofjägermeister in Ballenstedt; verheiratet mit Wilhelmine geb. von Kutzleben.

## Leben
Seine schulische Ausbildung erhielt Adolf von Weise durch Privatlehrer in Sondershausen. Anschließend wechselte er zum Studium an die Universität Göttingen.
Nach Sondershausen zurückgekehrt, wurde er 1775 vom Fürst Christian Günther III. in den schwarzburg-sondershausischen Dienst genommen und konnte sich in alle Zweige der Verwaltung einarbeiten.
Er wurde 1796 Präsident der Kammer. 1803 wurde er in den erblichen Adelsstand erhoben und zum Wirklichen Geheimen Rat und Chef des Geheimen Konsiliums ernannt; dann auch Kanzler und Konsistorialpräsident in Sondershausen. 1814/1815 war er der Bevollmächtigte für Schwarzburg-Sondershausen bei dem Wiener Kongress. Im Rahmen seiner Tätigkeiten führte er für den 58. Vertrag mit Günter von Berg und später auch für die Wiener Schlussakte Vorbereitungsgespräche durch.

## Vertragsunterschriften (Auswahl)
- 24. November 1813: Vertrag von Frankfurt (Preußen/Schwarzburgische Fürstentümer)
- 8. Juni 1815: Deutsche Bundesakte[3]
- 1. Juni 1816: 58. Vertrag zwischen Oldenburg, Anhalt und Schwarzburg über die Führung der 15. Stimme in der Deutschen Bundesversammlung.
- 15. Juni 1816: Staatsvertrag zwischen Preussen und Schwarzburg-Sondershausen, die einfachere und bestimmtere Anordnung der zwischen beiden bisher bestandenen Verhältnisse betreffend.[4]

## Auszeichnung
- 1816 Roter Adlerorden 2. Klasse[5].